# Pine Bluffs (Wyoming)
Pine Bluffs es un pueblo ubicado en el condado de Laramie en el estado estadounidense de Wyoming. En el año 2010 tenía una población de 1.129 habitantes y una densidad poblacional de 134.4 personas por km².

## Geografía
Pine Bluffs se encuentra ubicado en las coordenadas 41°10′49.06″N 104°4′9.05″O / 41.1802944, -104.0691806. Según la Oficina del Censo, la localidad tiene un área total de 8,4 km² (3,2 mi²), de la cual 8,4 km² (3,2 mi²) es tierra y 0 km² (0 mi²) (0.0%) es agua.

### Localidades adyacentes
El siguiente diagrama muestra a las localidades en un radio de 36 kilómetros (22,4 mi) de Pine Bluffs.

## Demografía
En el 2000 la renta per cápita promedia del hogar era de $33.152, y el ingreso promedio para una familia era de $40.417. El ingreso per cápita para la localidad era de $15.525. En 2000 los hombres tenían un ingreso per cápita de $30.078 contra $20.500 para las mujeres. Alrededor 10.1% de la población estaba bajo el umbral de pobreza nacional.